# Histoplasma capsulatum
Espèce
Histoplasma capsulatum est une espèce de champignons pathogènes ascomycètes microscopiques, responsable d'une infection respiratoire, l'histoplasmose. Il est qualifié de dimorphique puisqu'il peut se présenter sous forme filamenteuse dans l'environnement et in vitro, et lévuriforme dans les tissus.
Il existe deux variétés principales de l'espèce capsulatum :
- Histoplasma capsulatum variété capsulatum provoquant l'histoplasmose américaine. Cette variété peut être divisée en quatre sous-espèces sur des critères génétiques, H. capsulatum , H. mississippiense, H. ohiense, et H. suramericanum[1].
- Histoplasma capsulatum variété duboisii provoquant l'histoplasmose africaine.

## Étymologie
En 1905, Samuel Taylor Darling a identifié par hasard un micro-organisme ressemblant à un protozoaire dans un échantillon d'autopsie tout en essayant de comprendre le paludisme, qui était répandu lors de la construction du canal de Panama. Il a nommé ce micro-organisme Histoplasma capsulatum parce qu'il envahissait le cytoplasme (plasma) des cellules ressemblant à des histiocytes (Histo) et avait un halo réfractif imitant une capsule (capsulatum), un nom inapproprié .